# Barrage de Pareloup
Le barrage de Pareloup est un barrage français du Massif central, situé sur le Vioulou dans le département de l'Aveyron, en région Occitanie.

## Localisation
Le barrage de Pareloup se situe dans la vallée du Vioulou, un affluent du Viaur, en limite des communes d'Arvieu et de Canet-de-Salars, dans le département de l'Aveyron, sur le plateau du Lévézou.

## Histoire
Dès 1919, des études ont été menées en vue d'édifier un barrage sur le plateau du Lévézou. Un décret d’utilité publique paru le 26 juin 1946 officialise le projet du barrage de Pareloup et les travaux annexes commencent dès 1947. Le barrage proprement dit est construit de 1949 à 1951, entraînant la destruction de nombre de bâtiments avant la mise en eau, hormis le « pont des Quinze Arches », pont d'origine romane qui permettait à la route nationale 593 de franchir le Vioulou entre Pont-de-Salars et Salles-Curan, ainsi que l'engloutissement de terres agricoles. Le barrage est mis en service en 1953.
Afin d'entretenir l'ouvrage et ses installations annexes, deux vidanges du lac ont été réalisées en 1961 et 1993.
Son exploitation, assurée par EDF, dépend de la concession de l'« aménagement hydroélectrique du Pouget » qui arrive à expiration en 2027.

## Caractéristiques

Carte du complexe hydroélectrique du Lévézou.

Les eaux du Viaur retenues par le barrage de Pont-de-Salars et celles du Bage par le barrage du Bage sont détournées pour être remontées de 87 ou 98 mètres et refoulées dans le lac de Pareloup depuis la station de pompage de Bage, d'une puissance de 16,2 MW, via une galerie souterraine de 6 400 m de long. Elles participent à hauteur de 55 % à l'alimentation du lac qui reçoit annuellement 275 hm3 d'eau.
Le barrage de Pareloup est un barrage voûte en béton établi sur le cours du Vioulou dont les caractéristiques techniques sont les suivantes, :
- hauteur (par rapport au lit du cours d'eau) : 43,45 m ;
- hauteur (par rapport aux fondations) : 47,45 m ;
- longueur : 230 ou 232 m ;
- largeur en crête : 2,70 ou 2,77 m ;
- largeur à la base : 15,87 m ;
- volume du barrage : 35 000 ou 43 000 m3 ;
- débit de vidange : 153 m3/s[1] ;
- évacuation des crues : crête déversante[9].

C'est le 16e barrage le plus haut de France.
Faisant partie des 89 « grands barrages » français (ceux ayant plus de vingt mètres de hauteur et plus de quinze millions de mètres cubes de volume de retenue), un plan particulier d'intervention en rapport avec un éventuel risque de rupture a été défini, concernant de nombreuses communes des départements de l'Aveyron, de Tarn-et-Garonne et du Tarn.
Depuis le lac de Pareloup, une galerie de 3,25 m de diamètre et de 10,9 km de long, suivie d'une conduite forcée de 270 m de long et de 2,70 m de diamètre évacue l'eau vers la centrale d'Alrance mise en service en 1952. Celle-ci, équipée d'une turbine Francis d'une puissance de 11,22 MW, produit l’équivalent de la consommation en électricité d’une ville de 5 000 habitants et rejette l'eau dans le lac de Villefranche-de-Panat au nord duquel elle est implantée.
Le barrage de Pareloup est l'un des neuf barrages de l'« aménagement hydroélectrique du Pouget » qui comporte six centrales électriques et qui produit annuellement 540 000 MWh, correspondant à la consommation de 220 000 habitants.

## Retenue
À une altitude maximale de 805 mètres NGF, son lac de retenue aux rives très découpées, le lac de Pareloup, long de dix kilomètres, s'étend sur 1 260 hectares.
Le lac de Pareloup baigne les deux communes entre lesquelles est érigé le barrage : Arvieu au sud-ouest (environ 22 % de la superficie du lac) et Canet-de-Salars au nord-ouest (29 %), ainsi que deux autres : Salles-Curan au sud-est (45 %) et marginalement Prades-Salars au nord-est (4 %). En dehors du Vioulou, le lac est également alimenté par une quinzaine de ruisseaux, parmi lesquels le ruisseau de Connes, le Rieutord, le ruisseau du Roucan, le ruisseau de Sauganne et le ruisseau des Gagettes.
Le volume total de la retenue est de 169 millions de mètres cubes dont 167,7 utiles, ce qui en fait la quatorzième plus importante de France pour son volume, et la cinquième pour la superficie.

## Photothèque

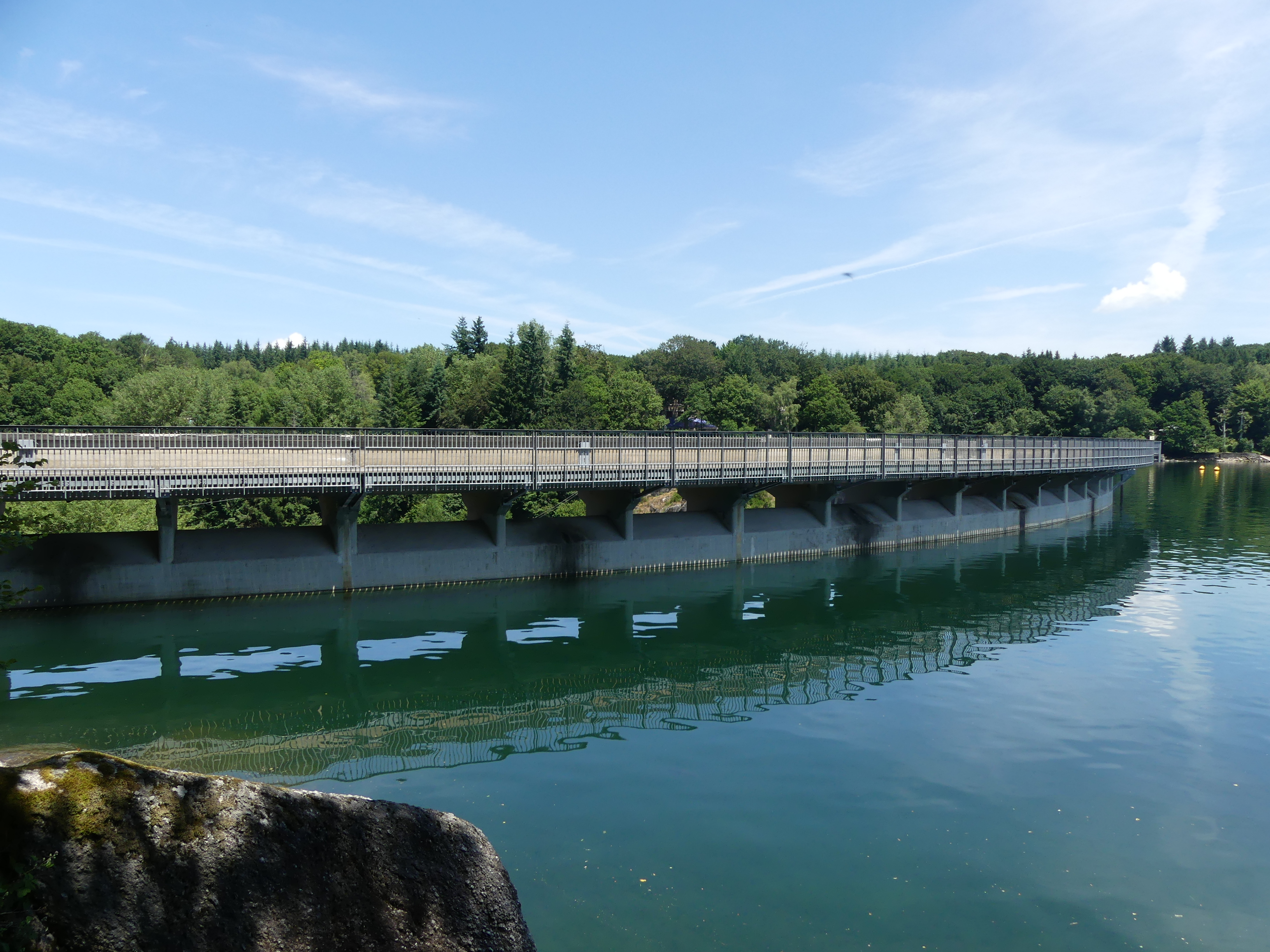
Le barrage de Pareloup, côté lac.
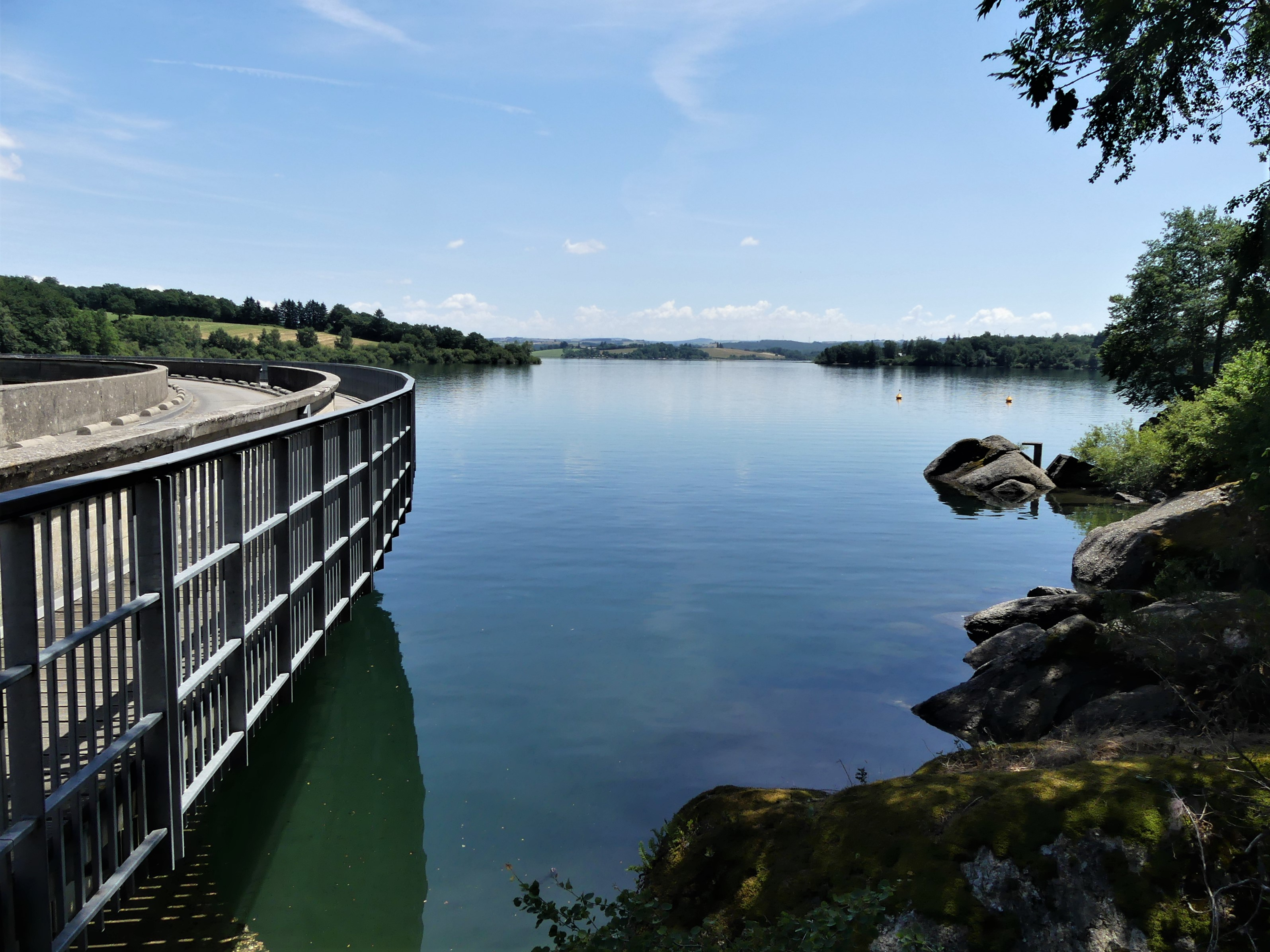
Le lac de Pareloup vu depuis la rive sud du barrage.
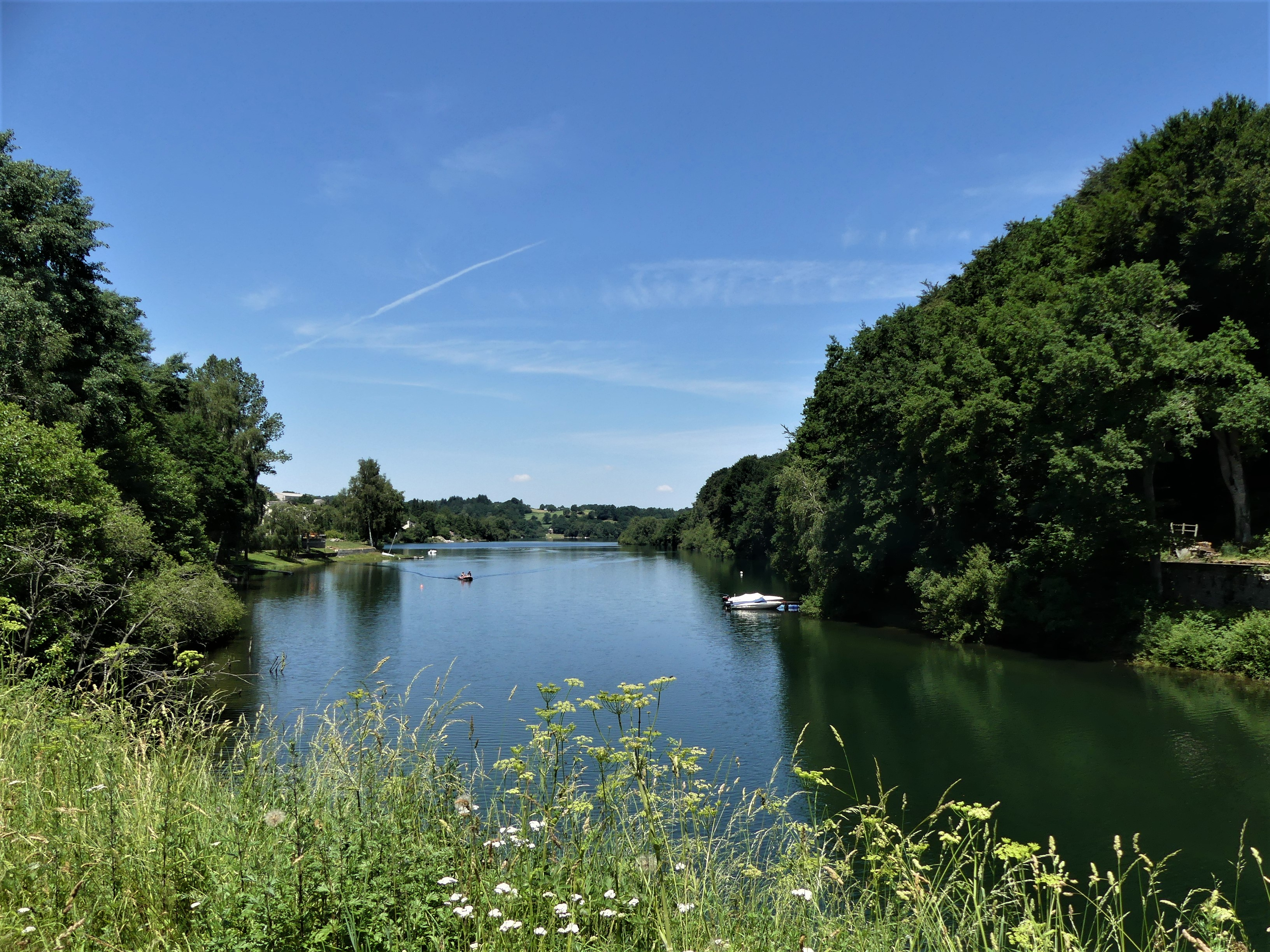
L'anse de Cayras à Arvieu, au sud-ouest du lac de Pareloup.